# Холкомб, Стивен
Сти́вен Хо́лкомб (англ. Steven Holcomb, при рождении Leppik; 14 апреля 1980, Парк-Сити, Юта — 6 мая 2017, Лейк-Плэсид, Нью-Йорк) — американский бобслеист, олимпийский чемпион 2010 года и многократный чемпион мира.

## Биография
Холкомб в течение двенадцати лет занимался горнолыжным спортом, а на Олимпийских играх 2002 занимался тем, что тестировал бобы перед соревнованиями, и таким образом обратил на себя внимание болельщиков.
На протяжении семи лет служил в Национальной гвардии Юты, откуда ушёл в июне 2006 года, будучи обладателем семи наград, чтобы посвятить себя соревнованиям.
С сезона 2004/05 Холкомб постоянно был вторым или третьим пилотом в составе сборной США. В сезоне 2006/07 Стивен стал чемпионом мира в двойках (с Йовановичем и Крейцбургом) и серебряным призёром в четверках (с Йовановичем, Крейцбургом и Меслером). Вскоре дегенеративное заболевание глаз кератоконус, диагностированное в 2002 году, стало серьезно мешать спортсмену и в повседневной жизни, и на треке. Лечение помогло Холкомбу, и в сезоне 2007/08 он выиграл три этапа Кубка мира, трижды был вторым и однажды третьим.

### Кератоконус
Со временем Холкомб заметил, что ни контактные линзы, ни очки не могут решить проблемы со зрением. Часто он пилотировал боб, руководствуясь внутренними ощущениями. После установления точного диагноза стало ясно, что единственным решением может стать пересадка роговицы, однако доктор Брайан Боксер Уочлер посоветовал новое экспериментальное лечение. Процедура заняла всего двадцать минут.

### Карьера после болезни
На этапах следующего Кубка мира Холкомб завоевал два золота, три серебра и две бронзы, а после выиграл чемпионат мира в четверках, чего с американцами не случалось с 1959 года. В двойках экипаж стал третьим.
В Ванкувере четверка Холкомба заняла второе место на единственном этапе Кубка на новой трассе в Уистлере.
Холкомб выиграл четыре медали на чемпионатах мира: золото (четверки, 2009 год) и три бронзы (двойки, 2009 год; двойки и смешанные команды, 2008 год). Кроме того он стал обладателем Кубка мира по программе двоек и смешанных команд в 2007 году, а в четверках стал вторым. Холкомб — первый американец, выигравший чемпионат мира в двойках.
17 января 2010 года было объявлено, что Холкомб представит США на Олимпиаде в обоих видах программы, и 17 февраля Холкомб принёс стране первое за 62 года золото в четверках.
На Играх в Сочи также участвовал в соревнованиях и двоек, и четверок. 16 февраля стал бронзовым призёром в двойках, прервав 62-летнюю «засуху» американских бобслеистов в этом виде программы.
После дисквалификации Международным олимпийским комитетом Александра Зубкова и ряда российских бобслеистов за нарушение антидопинговых правил, результаты показанные на Олимпийских играх 2014 года были аннулированы. В 2019 году произошло перераспределение медалей, в котором американская бобслейная четвёрка стала серебряным призёром Игр.
В ноябре 2012 года выпустил автобиографию «Но теперь я вижу» (англ. But Now I See). В книге рассказано про глубочайшую депрессию, которая сопровождала его во время болезни, но он сохранял веру и надежду в то, что осуществит свою мечту и завоюет олимпийские медали.
6 мая 2017 года был обнаружен мёртвым в своей комнате в Олимпийском тренировочном центре в Лейк-Плэсиде. В крови Стивена были обнаружены алкоголь и снотворное, что, по мнению экспертов, привело к смерти.

### Выступления на Олимпийских играх
| Олимпийские игры | Возраст | Команда | Двойки | Четвёрки |
| ---------------- | ------- | ------- | ------ | -------- |
| 2006 Турин       | 25      | США     | 14     | 6        |
| 2010 Ванкувер    | 29      | США     | 6      | 1        |
| 2014 Сочи        | 33      | США     | 2      | 2        |